# Casa della beata Osanna Andreasi
La Casa della beata Osanna Andreasi è un palazzo storico di Mantova, sito in via Pietro Frattini 9.

## Storia e descrizione

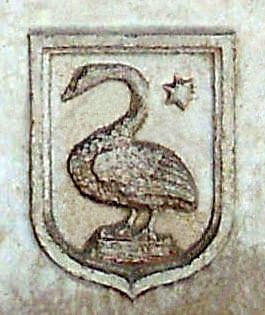
Stemma Andreasi

La famiglia Andreasi, ricchi proprietari terrieri a Carbonara di Po, si stabilì nella città di Mantova nel 1475 acquistando l'edificio che diventerà dimora della famiglia in Contrada del Cervo (ora Via Frattini) di fronte alla Chiesa di Sant'Egidio. La casa rimase di proprietà degli Andreasi fino al 1780, quando giunse, per dote nuziale, alla famiglia dei conti Magnaguti. L'edificio, risalente ai primi del Quattrocento, fu ridisegnato da Luca Fancelli nella facciata, che presenta un basamento di mattoni a vista, un portale sormontato da un arco a tutto sesto e tre ordini di finestre.
È stata la dimora della beata Osanna Andreasi, beatificata il 24 novembre 1694.